# Bruno Streckenbach
Bruno Streckenbach, född 7 februari 1902 i Hamburg, död 28 oktober 1977 i Hamburg, var en tysk SS-Gruppenführer. Han var bland annat befälhavare för Einsatzgruppe I i Polen och senare chef för avdelning I inom Reichssicherheitshauptamt (RSHA), Tredje rikets säkerhets- och underrättelsesmyndighet.

## Biografi
Bruno Streckenbach inträdde i Nationalsocialistiska tyska arbetarepartiet (NSDAP) 1930 och Schutzstaffel (SS) 1931. Efter Adolf Hitlers maktövertagande 1933 blev Streckenbach chef för Gestapo i Hamburg. Streckenbach organiserade Gestapo i Hamburg med Münchens Gestapo som förebild och etablerade en enhetlig repressionsapparat.

### Andra världskriget
Polen
Den 1 september 1939 anföll Tyskland sin östra granne Polen och andra världskriget inleddes. I kölvattnet på de framryckande tyska trupperna följde särskilda insatsgrupper, Einsatzgruppen, vilka inom ramen för Operation Tannenberg hade i uppgift att eliminera personer som kunde tänkas leda det polska motståndet, till exempel politiska aktivister, intelligentia och reservister. Adolf Hitler hade för avsikt att utplåna Polens härskarklass för att därmed ”hugga huvudet av den polska nationen”. Därtill inledde insatsgrupperna massmordet på de polska judarna. Streckenbach utsågs i september 1939 till chef för Einsatzgruppe I. Streckenbachs insatsgrupp följde efter 14:e armén som anfördes av generalöverste Wilhelm List. I september och oktober 1939 opererade insatsgruppen i bland annat Bielsko-Biała och Rzeszów. Den 20 november 1939 upplöstes insatsgrupperna i Polen och Streckenbach utsågs av Reichsführer-SS Heinrich Himmler till befälhavare för Sicherheitspolizei (Sipo) och Sicherheitsdienst (SD) (Befehlshaber der Sicherheitspolizei und des SD, BdS) i Generalguvernementet, den del av Polen som inte inlemmades i tyska riket utan ockuperades.
RSHA
Streckenbach utnämndes 1941 till chef för personalavdelningen (Amt I) vid Reichssicherheitshauptamt (RSHA). Tillsammans med chefen för RSHA, Reinhard Heydrich, valde han ut de män som skulle leda de fyra mobila insatsstyrkor, Einsatzgruppen, vilka var ämnade att följa den tyska armén vid Operation Barbarossa, angreppet på Sovjetunionen. Streckenbach fick i särskild uppgift att vid polisskolan i Pretzsch samt i de närbelägna orterna Düben och Bad Schmiedeberg samla och inspektera det manskap som skulle ingå i de fyra insatsgrupperna. Han vidarebefordrade Heydrichs order om att gripa och döda alla personer som ansågs utgöra Tredje rikets fiender: politiska kommissarier (så kallade politruker), partisaner, judar och romer. Streckenbach informerade manskapet om att Sovjetunionen skulle vara besegrat senast i december 1941 och efter skulle SS ha god tid på sig att ta itu med judarna.
Under andra hälften av andra världskriget förde Streckenbach befäl för två divisioner i Waffen-SS.

### Efter andra världskriget
Streckenbach greps av Röda armén den 10 maj 1945 och hamnade i krigsfångenskap. Han dömdes år 1952 till 25 års straffarbete, men frisläpptes redan 1955. Nästan tjugo år senare, år 1974, åtalades Streckenbach för omfattande krigsförbrytelser och brott mot mänskligheten, men åtalet lades ned på grund av hans dåliga hälsa.

## Befordringshistorik vid SS
- SS-Sturmführer: 24 december 1932 (Efter de långa knivarnas natt 1934 fick tjänstegraden benämningen SS-Untersturmführer.)
- SS-Hauptsturmführer: 12 juni 1933
- SS-Sturmbannführer: 2 september 1933
- SS-Obersturmbannführer: 9 november 1933
- SS-Standartenführer: 20 april 1934
- SS-Oberführer: 13 september 1936
- SS-Brigadeführer: 20 april 1939
- SS-Brigadeführer und Generalmajor der Polizei: 1 januari 1941
- SS-Gruppenführer und Generalleutnant der Polizei: 9 november 1941

## Befordringshistorik vid Waffen-SS
- SS-Untersturmführer: 18 januari 1943
- SS-Obersturmführer: 1 mars 1943
- SS-Hauptsturmführer: 10 mars 1943
- SS-Sturmbannführer: 1 mars 1943
- SS-Obersturmbannführer: 1 juli 1943
- SS-Standartenführer: 28 augusti 1943
- SS-Oberführer: 30 januari 1944
- SS-Brigadeführer und Generalmajor der Waffen-SS: 1 juli 1944
- SS-Gruppenführer und Generalleutnant der Waffen-SS: 9 november 1944

## Befordringshistorik som polisförvaltningstjänsteman
- Regierungsrat (Byrådirektör) 1933
- Regierungsdirektor (Byråchef) 1938

## Utmärkelser
- Järnkorset av andra klassen: 10 oktober 1940
- Järnkorset av första klassen: 15 juli 1943
- Riddarkorset av Järnkorset med eklöv
  - Riddarkorset: 17 augusti 1944
  - Eklöv: 16 januari 1945
- Tyska korset i guld: 15 december 1943
- Krigsförtjänstkorset av andra klassen med svärd
- Krigsförtjänstkorset av första klassen med svärd: januari 1942
- Närstridsspännet i brons
- NSDAP:s partitecken i guld: 30 januari 1939
- NSDAP:s tjänsteutmärkelse
- SS tjänsteutmärkelse
- SS Hederssvärd
- SS-Ehrenring (Totenkopfring)